# Zittauer Lehr- und Forschungsreaktor
Der Zittauer Lehr- und Forschungsreaktor (ZLFR) war ein Unterrichts- und Forschungsreaktor, der von 1979 bis 2005 an der Ingenieurhochschule Zittau sowie an der späteren Hochschule Zittau/Görlitz betrieben wurde. Der Reaktor mit einer Leistung von zehn Watt diente überwiegend zu Ausbildungs- und Lehrzwecken, er wurde aber auch in Forschungsprojekten eingesetzt. Er verlor seine Betriebserlaubnis infolge des Einigungsvertrags zwischen der Bundesrepublik Deutschland und der DDR.

## Geschichte
Der Zittauer Lehr- und Forschungsreaktor wurde als Trainingsreaktor für das Betriebspersonal von sowjetischen Druckwasserreaktoren vom WWER-Typ konzipiert. Baubeginn für den Kernreaktor war im Jahr 1976, er erreichte seine erste Kritikalität dann am 25. Mai 1979. Später wurde er zur Ausbildung von Studenten in den Bereichen Nuklear- und Strahlungstechnik eingesetzt. Durch die Übergangsregelung für kerntechnische Anlagen der ehemaligen DDR im Einigungsvertrag verlor der Lehr- und Forschungsreaktor zum 30. Juni 2005 seine Betriebserlaubnis. Der Reaktor wurde zwischen dem 1. Juli 2005 und dem 3. März 2006 abgebaut und von allen radioaktiven Stoffen befreit.
Der stillgelegte Lehr- und Forschungsreaktor wird heute als „kerntechnisches Kabinett“ zu Anschauungszwecken genutzt. Kernstück des Kabinetts, das am 15. Januar 2008 eröffnet wurde, bildet ein Reaktorsimulator, der aus erhaltenen Komponenten des ZLFR und einem PC besteht, mit dem man das Betriebs- und Störfallverhalten des Reaktors simulieren kann.

## Aufbau
Der Zittauer Lehr- und Forschungsreaktor war ein Nullleistungsreaktor vom Tanktyp. Der Reaktorbehälter hatte eine zylindrische Form mit einer Höhe von 1,5 Metern und einem Durchmesser von 1,4 Metern. Die biologische Abschirmung bestand aus einer Außenwand aus Beton mit einer Dicke zwischen 30 cm und 100 cm, wobei der Bereich zwischen Reaktorbehälter und Außenwand mit Wasser gefüllt war.
Als Kernbrennstoff wurde zu 36 Prozent angereichertes Uran verwendet, wobei 22 Einfach- und 24 Dreifach-Brennelemente zum Einsatz kamen. Die kritische Masse lag bei etwa 3700 Gramm Uran. Der Reaktor wurde mit leichtem Wasser moderiert und hatte eine maximale thermische Leistung von zehn Watt. Der maximale thermische Neutronenfluss lag bei 2 × 108 n/cm2 s.